# 豊県
豊県（ほう-けん）は、中華人民共和国江蘇省に位置する省直轄の県であり、しばらく徐州市に代理管轄されている。江蘇省・山東省南部・安徽省の境界に位置する。漢朝を創始した高祖劉邦と相国蕭何・燕王盧綰らの出身地であり、りんご・梨・山芋・ごぼう・アロエなどの生産と農産物の加工が盛んで、蘇北の果都として知られ、海外にも多く輸出されている。

## 歴史
秦代には豊邑と称され沛県に属した。前漢により豊県が設置された（一説には秦末に設置）。南北朝時代になると宋により廃止されたが、457年（大明元年）に再設置されている。
1949年から1952年にかけては山東省の管轄とされた。

## 行政区画
- 街道：中陽里街道、鳳城街道、孫楼街道
- 鎮：首羨鎮、順河鎮、常店鎮、歓口鎮、師寨鎮、華山鎮、梁寨鎮、范楼鎮、宋楼鎮、大沙河鎮、王溝鎮、趙荘鎮